# 辛德絢鯰
辛德絢鯰，為輻鰭魚綱鯰形目鯰科的其中一種，為熱帶淡水魚，分布於亞洲巴基斯坦淡水流域，棲息在底層水域，生活習性不明。

## 扩展阅读
維基物種上的相關：辛德絢鯰